# City of Vincent
Vincent är en region i Australien. Den ligger i delstaten Western Australia, nära delstatshuvudstaden Perth. Antalet invånare är 36 692.
Följande samhällen finns i Vincent:
- Mount Lawley
- Leederville
- Coolbinia

Runt Vincent är det i huvudsak tätbebyggt. Runt Vincent är det tätbefolkat, med 982 invånare per kvadratkilometer. Genomsnittlig årsnederbörd är 820 millimeter. Den regnigaste månaden är juli, med i genomsnitt 142 mm nederbörd, och den torraste är januari, med 11 mm nederbörd.